# Điền Hán
Điền Hán (phồn thể: 田漢, giản thể: 田汉, bính âm: Tián Hàn; 12 tháng 3 năm 1898 - 10 tháng 12 năm 1968) là người đặt nền móng cho phong trào kịch nói Trung Quốc, người đi đầu cải cách hý khúc, được mọi người gọi là Quan Hán Khanh hiện đại. Ông không những viết kịch nói, viết hý khúc, còn viết kịch bản phim, thơ và bài hát trong phim. Trong con mắt nhiều người, Điền Hán là nhà hý kịch, cũng là nhà thơ nổi tiếng.

## Tiểu sử
Điền Hán là người Trường Sa, Hồ Nam, sinh tại một gia đình nông dân ngày 12 tháng 3 năm 1898; kể từ phong trào Ngũ Tứ ông đã tham gia phong trào văn hoá mới chống đế quốc chống phong kiến. "Nam Quốc xã" do ông tổ chức vào thập niên 1920 từng đóng vai trò quan trọng trong lịch sử văn nghệ hiện đại Trung Quốc. Mười mấy vở kịch như "Một đêm trong tiệm cà phê", "Đêm đoạt hổ", "Cái chết của nổi tiếng"... do Điền Hán sáng tác lúc đó như là những bông hoa trên mảnh đất hoang của kịch nói Trung Quốc. Năm 1932, sau khi gia nhập Đảng Cộng sản Trung Quốc, ông đã bước vào cao trào sáng tác lần thứ hai, trở thành một trong những chủ lực hý kịch, phim cánh tả, không những đã sáng tác nhiều kịch nói, còn sáng tác nhiều kịch bản phim như "Ba phụ nữ mô-đen", "Ánh sáng tình mẹ", "Con cái bão táp". Nhạc kịch "Cơn mưa gió trên sông Dương Tử", phản ánh cuộc sống đấu tranh của công nhân bến cảng Thượng Hải, do ông sáng tác là một trong những vở nhạc kịch cách mạng sớm nhất của Trung Quốc.

## Viết bài "Hành khúc quân nghĩa dũng"
Điền Hàn còn soạn lời cho nhiều vở kịch nói, bài hát phim chấn phấn lòng người và có ảnh hưởng xã hội rộng rãi, như bài "Hành khúc quân nghĩa dũng", "Bài ca tốt nghiệp" v.v. Trong đó bài "Hành khúc quân nghĩa dũng" do Nhiếp Nhĩ soạn nhạc đã cảm động hàng triệu quần chúng. Bài hát được hát trên khắp đất nước Trung Quốc, từ chiến tranh chống Nhật hát đến chiến tranh giải phóng, cổ vũ con cháu Trung Hoa không ngừng phấn đấu vì tổ quốc. Sau ngày nước Cộng hoà Nhân dân Trung Hoa ra đời, bài hát này được coi là quốc ca.
Sau khi nước Cộng hoà Nhân dân Trung Hoa ra đời, trên cương vị lãnh đạo bận rộn, Điền Hán vẫn không ngừng sáng tác. "Quan Hán Khanh" do ông sáng tác đã bày tỏ sự ca ngợi của ông đối với người cổ nhân dám minh oan cho Đậu Nga. Điều không ngờ đến là, ông viết "Tạ Dao Hoàn" sửa lại oan ngục, mình lại bị "Tứ nhân bang" bức hại đến chết. Năm 1968, ông đã mất tích sau khi bị phê đấu liên miên, bị dày vò và ngã bệnh. Ông không cho người nhà biết, cũng không để lại lời nào cả, ngay cả tro cốt cũng không biết ở đâu. Tại lễ đặt tro cốt cho Điền Hán, tổ chức ngày 20 tháng 7 năm 1979, người bạn sinh thời là Lâm Mạc Hàm đã đặt một cuốn kịch bản "Quan Hán Khanh", một đĩa hát "Hành khúc quân nghĩa dũng", một chiếc kính và một chiếc bút máy vào trong hộp tro cốt. Điền Hán bị oan 10 năm cuối cùng đã được minh oan.

## Sự nghiệp sáng tác
Điền Hán cả đời đã sáng tác nhiều tác phẩm, theo thống kê, ông đã sáng tác hơn 60 kịch bản kịch nói, hơn 20 kịch bản hý khúc, hơn 10 kịch bản phim, hơn 900 bài thơ, từ mới và cũ, còn có rất nhiều lời hát, tản văn, tiểu thuyết và tác phẩm văn nghệ, tác phẩm dịch. Cuốn "Điền Hán văn tập" (chưa phải toàn tập) xuất bản sau này đã có 16 cuốn.